# ماریا شیمانوفسکا
ماریا شیمانوفسکا (لهستانی: Maria Szymanowska؛‏ [ˈmarja ʂɨmaˈnɔfska]؛ ‏ ۱۴ دسامبر ۱۷۸۹ – ۲۴ ژوئیهٔ ۱۸۳۱) موسیقی‌دان، نوازنده پیانو و آهنگساز اهل لهستان بود. او یکی از نخستین نوازندگان حرفه ای و چیره‌دست پیانو در قرن ۱۹ میلادی بود. او پیش از اقامت دائمی‌اش در سنت پترزبورگ به‌طور گسترده در سراسر اروپا، به ویژه در دهه ۱۸۲۰، تورهای موسیقی زیادی برگزار کرد. در پایتخت امپراتوری روسیه، او برای دربار آهنگسازی می‌کرد، کنسرت می‌داد، موسیقی تدریس می‌کرد و یک گردهمایی هنری تأثیرگذار موسیقی را اداره می‌کرد.
ساخته‌های او - عمدتاً قطعات پیانو، آهنگ‌ها و دیگر آثار کوچک مجلسی، و همچنین اولین اتودهای کنسرت پیانو و نوکتورن‌های او در لهستان - نمونه و نمادی از سبک درخشان دوران قبل از فردریک شوپن است. او مادر سلینا شیمانوفسکا بود که با شاعر رمانتیک لهستانی آدام میتسکیه‌ویچ ازدواج کرد.

## زندگی‌نامه
ماریانا آگاتا وُوُفسکا در ۱۴ دسامبر ۱۷۸۹ میلادی در ورشو لهستان (که در آن دوران جزئی از امپراتوری روسیه بود) و در یک خانواده مرفه لهستانی با ریشه‌های یهودی فرانکی به دنیا آمد. یکی از اجداد او سولومون بن الیا (یا یاکوب بن یودا لیب / یاکوب لیبوویچ)، دستیار شخصی ژاکوب فرانک بود. پدرش فرانسیشک وُوُفسکی مالک و آبجوساز بود. مادرش باربارا وُوُفسکا (با نام خانوادگی دوشیزگی لانتسکوروینسکا) از یک خاندان نجیب لهستانی لانتسکوروینسکی بود. اطلاعات چندانی از سال‌های اولیه زندگی او و به ویژه تحصیلات موسیقی‌اش‌اش در دسترس نیست. به نظر می‌رسد که او پیانو را نزد آنتونی لیسوفسکی و توماش گِرِم و آهنگسازی را نزد فرانسیشک لسل، یوزف السنر و کارول کورپینسکی آموخته است. محفل هنری وُوُفسکی اغلب توسط هنرمندان و روشنفکران برجسته آن زمان بازدید می‌شد. او که از کودکی در موسیقی غوطه‌ور بود، در کنسرت‌های نوازندگان مشهور شرکت می‌کرد و به مرور زمان در خانه خودش برای آنها می‌نواخت. او اولین رسیتال عمومی خود را در ورشو و پاریس در سال ۱۸۱۰ برگزار کرد.
در همان سال، او با یوزف شیمانوفسکی (متوفی ۱۸۳۲) ازدواج کرد که با او در دوران اقامت در لهستان صاحب سه فرزند شد: هلنا (۶۱–۱۸۱۱)، که با یک وکیل لهستانی، فرانسیشک مالوسکی ازدواج کرد، و دوقلوهای سلینا (۱۸۱۲–۱۸۵۵)، که با آدام میتسکیه‌ویچ ازدواج کرد، و روموالد که بعدها مهندس شد (۱۱–۱۴۰). فرزندان پس از جدایی ماریا از شیمانوفسکی در سال ۱۸۲۰ نزد ماریا ماندند. این ازدواج به طلاق ختم شد.
شیمانوفسکا در جریان اپیدمی وبا در تابستان ۱۸۳۱ در سن پترزبورگ بر اثر این بیماری درگذشت.
به نظر نمی‌رسد که او با کارول شیمانوفسکی آهنگساز لهستانی قرن بیستم ارتباطی داشته باشد.

## شهرت
شیمانوفسکا به دلیل شان و مقامش به عنوان یک نوازندهٔ هنرمند و به دلیل محفل هنری‌اش، او ارتباط قوی با برخی از برجسته‌ترین آهنگسازان، نوازندگان، هنرمندان و و شاعران زمان خود از جمله لودویگ فان بتهوون، لوئیجی کروبینی، فردریک شوپن، جواکینو روسینی، یوهان نپوموک هومل، جان فیلد، پی‌یر بایلوت، جودیتا پاستا، یوهان ولفگانگ فون گوته و آدام میتسکیه‌ویچ ایجاد کرد. لودویگ فان بتهوون، یوهان نپوموک هومل و جان فیلد آهنگ‌هایی را به او تقدیم کردند. شایعه شده است که گوته عمیقاً عاشق او شده بود. محفلی که او در سن پترزبورگ تأسیس کرد، مخاطبان برجسته‌ای را به خود جلب کرد و موقعیت او را به عنوان یک نوازنده دربار افزایش داد.

## بیشتر بخوانید
- Chechlińska, Zofia (2001). Szymanowska [née Wołowska], Maria Agata, in Grove Music Online, ed. L. Macy. (Accessed February 13, 2007).
- Fierro, Nancy (1987). Maria Agata Szymanowska, 1789-1831. In: the Historical Anthology of Music by Women, edited by James R. Briscoe, 101-102. Bloomington and Indianapolis: Indiana University Press. Includes an edition of her Nocturne in B-flat Major.
- Sarah Hanks Karlowicz (1998). Maria Szymanowska (1789–1831). In: Women Composers. Music Through the Ages, edited by Sylvia Glickman & Martha Furman Schleifer, Vol. 5, New York 1998, 364–369.
- Maria Anna Harley (1998). Maria Szymanowska (1789–1831). In: Women Composers. Music Through the Ages, edited by Sylvia Glickman & Martha Furman Schleifer, Vol. 4, New York 1998, 396–420.
- Iwanejko, Maria (1959). Maria Szymanowska. Kraków: P.W.M.
- Kijas, Anna (2010). Maria Szymanowska (1789-1831): A Bio-Bibliography. Lanham: Scarecrow Press.
- Swartz, Anne (1985). "Maria Szymanowska and the Salon Music of the Early Nineteenth Century." The Polish Review 30 (1): 43–58.